# Johann Roszfeld
Johann Roszfeld, en latin Johannes Rosinus, né à Eisenach en duché de Saxe en 1551, est un historien et antiquaire allemand qui enseigna à Ratisbonne avant de se consacrer à la prédication. Le livre Antiquitatum Romanarum corpus absolutissimum est son travail le plus célèbre, et a d'abord paru à Bâle en 1583.

## Publications
- Antiquitatum Romanarum corpus absolutissimum. Cum Th. Dempsteri... P. Manutii lib. II de legibus et de Senatu, cum A. Schotti de Priscis Rom. Gentil. ac Familiis, De Tribubus Rom.	Rusticis atque Urbanis ; de Ludis Festisque ex Kalendario Vetere... Cum Indice... Cornelio Schrevelio. Lugduni Batavorum (Leyde), Hackius, 1663. Ouvrage sur les mœurs et coutumes des anciens Romains. Cette édition, la plus complète comporte de nombreuses augmentations par Paul Manuce, A. Schott, etc. C'est un traité détaillé sur le peuple romain, la religion, le calendrier des fêtes, les lois, la justice, l'armée, la famille. De nombreux chapitres décrivent les mœurs de table, les festins, les jeux, les saturnales, les fêtes des différentes saisons, l'art de recevoir, les divers plats ; la boisson. De nombreux chapitres traitent du vin : vini genera diversa, vini usus cur mulieribus interdictus, vinum guomodo conderetur in doliis, vinum effudisse..., vinum vetustum Aegyptiis erat in pretio, ex vini consecrati libationibus divinationes, vineae concapes, etc.
  - (la) Antiquitatum romanarum corpus absolutissimus, 1663 (lire en ligne)
  - (la) Antiquitatum romanarum corpus absolutissimus, Amsterdam, Salomon Schouten, 1743 (lire en ligne)